# Real Zaragoza 2007-2008
Questa voce raccoglie le informazioni riguardanti il Real Zaragoza nelle competizioni ufficiali della stagione 2007-2008

## Stagione
Durante questa stagione si alternarono quattro allenatori. La stagione iniziò sotto la guida di Víctor Fernández Braulio, che fu esonerato alla diciannovesima giornata di campionato, il 13 gennaio 2008.
Per una partita, sulla partita aragonese si sedette Ander Garitano. Il 23 gennaio fu ingaggiato Javier Irureta. Dopo sei partite fu chiamato Manolo Villanova, fino al termine della stagione.
Il Real Saragozza arrivò al 18º posto in classifica, retrocedendo in Segunda División dopo cinque stagioni.

## Rosa
| N. |                      | Ruolo | Calciatore            |
| -- | -------------------- | ----- | --------------------- |
| 1  | Spagna (bandiera)    | P     | César Sánchez         |
| 2  | Uruguay (bandiera)   | D     | Carlos Diogo          |
| 3  | Spagna (bandiera)    | D     | Javier Paredes        |
| 4  | Spagna (bandiera)    | D     | Luis Carlos Cuartero  |
| 5  | Spagna (bandiera)    | C     | Óscar González        |
| 6  | Argentina (bandiera) | D     | Roberto Ayala         |
| 7  | Francia (bandiera)   | C     | Peter Luccin          |
| 8  | Argentina (bandiera) | C     | Pablo Aimar           |
| 9  | Spagna (bandiera)    | A     | Sergio García         |
| 10 | Argentina (bandiera) | C     | Andrés D'Alessandro   |
| 11 | Spagna (bandiera)    | D     | Juan Francisco García |
| 12 | Brasile (bandiera)   | A     | Ricardo Oliveira      |
| 13 | Spagna (bandiera)    | P     | Miguel Martínez       |
| 14 | Spagna (bandiera)    | C     | Gabi                  |
| 15 | Spagna (bandiera)    | D     | Francisco Pavón       |
| 16 | Spagna (bandiera)    | C     | Albert Celades        |

| N. |                      | Ruolo | Calciatore             |
| -- | -------------------- | ----- | ---------------------- |
| 19 | Spagna (bandiera)    | D     | David Generelo         |
| 20 | Brasile (bandiera)   | C     | Matuzalém              |
| 21 | Spagna (bandiera)    | C     | Alberto Zapater        |
| 22 | Argentina (bandiera) | A     | Diego Milito           |
| 23 | Spagna (bandiera)    | D     | Sergio                 |
| 24 | Spagna (bandiera)    | D     | Chus Herrero           |
| 25 | Spagna (bandiera)    | P     | Javier López Vallejo   |
| 26 | Spagna (bandiera)    | D     | Raúl Goni              |
| 27 | Spagna (bandiera)    | D     | Victor Fernández Maza  |
| 28 | Spagna (bandiera)    | D     | Óscar Valero Navarro   |
| 29 | Spagna (bandiera)    | D     | José Carlos Gil Solano |
| 32 | Spagna (bandiera)    | D     | Jorge Gotor            |
| 33 | Spagna (bandiera)    | C     | Burbu                  |
| 34 | Spagna (bandiera)    | C     | Alberto Montejo        |
| 35 | Spagna (bandiera)    | C     | Vicente Pascual        |